# 宝生院 (埼玉県宮代町)
宝生院（ほうしょういん）は、埼玉県南埼玉郡宮代町にある真言宗智山派の寺院。

## 歴史
鎌倉時代、宥仙によって開山された。当院には、「応永二十一年（1414年）」の銘が入った鰐口を所蔵している。この鰐口は宮代町の文化財に指定されている。
明治初期より、当院は小学校として使用されてきた。当時は「進修学校」と呼ばれていた。現在の宮代町立百間小学校の前身である。
当院の墓地には、宮代町初代町長の斎藤甲馬の墓がある。1955年（昭和30年）の宮代町成立以来、1982年（昭和57年）の死去まで在任し、当時は名物町長として知られていた人物である。斎藤町長の出身校は当院にあった進修学校であり、宮代町のコミュニティセンター「コミュニティセンター進修館」の名称はこれに由来する。

## 文化財
- 宝生院鰐口（宮代町指定文化財 平成3年2月21日指定）[2]
- 円空仏(役行者倚像)（宮代町指定文化財 平成24年3月31日指定）[2]
- 宝生院大イチョウ（宮代町指定天然記念物 平成3年2月21日指定）[2]

## 交通アクセス
- 東武動物公園駅より徒歩33分。